# Балша I Балшич
Балша I Балшич (*серб. Балша I Балшић, д/н —1362) — князь Зети у 1356—1362 роках.

## Життєпис
Засновник династії Балшичів. Походження Балши достеменно не відомо. Вважається, що напевне був албанцем, одним з воєначальників Стефана Уроша IV, короля та імператора Сербії. Крім того, згідно з чорногорською традицією, він був нащадком Вука Неманича по жіночій лінії.
Після смерті Стефана Уроша IV 1355 року центральна влада Сербії стала слабкішою, оскільки його син і наступник Стефан Урош V не міг втримати владу. Спочатку володіння Балши I обмежувалися островом Млет. Пізніше він взяв під контроль землі на південь від Скадарського озера — так звану Нижню Зету. Стефан Урош V визнав його обласним господарем (правителем) Нижньої Зети.
Розраховуючи об'єднати Дуклянські землі, Балша Балшич підтримував Рагузьку республіку в боротьбі проти Которської республіки. 1360 захопив міста Скадар (сучасний Шкодер) і Бар. З цією ж метою 1362 року Балша I ініціював вбивство Джураша Ілліча (засновника роду Црноєвичів), правителя Верхньої Зети, яке здійснили його сини Страцімир та Джурадж. Вони ж успадкували владу над князівством Зета після смерті Балши I, яка сталася того ж року.

## Родина
Дружина — ім'я невідоме
Діти:
- Страцімир (д/н-1373), князь у 1362—1373 роках
- Джурадж (д/н-1378), князь у 1362—1378 роках
- Балша (д/н-1385), князь у 1378—1385 роках
- Воїслава (д/н-після 1370), дружина Карла Топії, князя Албанії